# 2008 a labdarúgásban
Ez a szócikk 2008 labdarúgással kapcsolatos eseményeit mutatja be.

## Esemény
- január 20.–február 10.: Afrikai Nemzetek Kupája Ghánában.
- május 4.–május 16.: U17-es labdarúgó-Európa-bajnokság Törökországban.
- június 7.–június 29.: Európa-bajnokság Ausztriában és Svájcban.
- augusztus 26.–augusztus 24.: Női és férfi labdarúgótorna az olimpián
- október 30.–november 16.: U17-es női vb Új-Zélandon.
- november 20.–december 7.: U20-as női vb Chilében.

## Az egyes labdarúgó-bajnokságok győztesei

### AFC-országok
- Ausztrália: Newcastle Jets
- Bahrein: Muharraq Club
- Kína: Shandong Luneng
- Hong Kong: South China
- India: Dempo SC
- Irán: Persepolis FC
- Japán: Kashima Antlers
- Dél-Korea: Suwon Samsung Bluewings
- Szaúd-Arábia: el-Hilál
- Malajzia: Kedah FA
- Katar: Al-Gharafa Sports Club
- Szingapúr: Singapore Armed Forces FC
- Thaiföld: Provincial Electricity Authority FC
- Türkmenisztán: FC Aşgabat
- Tajvan: Taipower
- Egyesült Arab Emírségek: Al-Shabab
- Üzbegisztán: FC Bunyodkor

### UEFA-országok
- Albánia: KS Dinamo Tirana
- Andorra: Santa Coloma
- Örményország: FC Pyunik
- Ausztria: SK Rapid Wien
- Azerbajdzsán: Inter Baku
- Fehéroroszország: FK BATE Bariszav
- Belgium: Standard Liège
- Bosznia-Hercegovina: FK Modriča
- Bulgária: CSZKA Szófia
- Horvátország: Dinamo Zagreb
- Ciprus: Anórthoszi Ammohósztu
- Csehország: SK Slavia Praha
- Dánia: AaB
- Anglia: Manchester United FC
- Észtország: FC Levadia Tallinn
- Feröer-szigetek: EB/Streymur
- Finnország: FC Inter Turku
- Franciaország: Olympique Lyonnais
- Grúzia: Dinamo Tbiliszi
- Németország: FC Bayern München
- Görögország: Olimbiakósz
- Magyarország: MTK
- Izland: FH Hafnarfjörður
- Írország: Bohemian FC
- Izrael: Beitar Jerusalem
- Olaszország: Internazionale
- Kazahsztán: FK Aktobe
- Lettország: FK Ventspils
- Litvánia: FK Ekranas
- Luxemburg: F91 Dudelange
- Macedónia: FK Rabotnički
- Málta: Valletta FC
- Moldova: FC Sheriff Tiraspol
- Montenegró: FK Budućnost Podgorica
- Hollandia: PSV Eindhoven
- Észak-Írország: Linfield FC
- Norvégia: Stabæk Fotball
- Lengyelország: Wisła Kraków
- Portugália: FC Porto
- Románia: CFR Cluj
- Oroszország: FK Rubin Kazány
- San Marino: SS Murata
- Skócia: Celtic FC
- Szerbia: FK Partizan
- Szlovákia: FC Artmedia Bratislava
- Szlovénia: NK Domžale
- Spanyolország: Real Madrid CF
- Svédország: Kalmar FF
- Svájc: FC Basel
- Törökország: Galatasaray SK
- Ukrajna: FK Sahtar Doneck
- Wales: Llanelli AFC

### CAF-országok
- Algéria: JS Kabylie
- Angola: Petro Atlético Luanda
- Botswana: Centre Chiefs
- Burkina Faso: Etoile Filante Ouagadougou
- Kamerun: Cotonsport Garoua
- Kongó: CARA Brazzaville
- Kongói DK: DC Motema Pembe
- Dzsibuti: Société Immobilière de Djibouti
- Egyiptom: Al-Ahly
- Etiópia: Saint-George SA
- Gabon: AS Mangasport
- Gambia: Wallidan FC
- Ghána: Asante Kotoko
- Guinea: Fello Star
- Bissau-Guinea: Sporting Clube de Batafá
- Libéria: Black Star
- Líbia: Al Ittihad
- Mali: Djoliba AC
- Mauritánia: ASAC Concorde
- Mauritius: Curepipe Starlight SC
- Marokkó: FAR Rabat
- Niger: AS Police
- Nigéria: Kano Pillars FC
- Sierra Leone: Ports Authority
- Dél-Afrika: SuperSport United
- Tunézia: Club Africain

### CONMEBOL-országok
- Argentína: CA River Plate (C) / Boca Juniors (A)
- Bolívia: Universitario (A) / Aurura (C)
- Brazília: São Paulo
- Chile: Everton (A) / Colo-Colo (C)
- Bolívia: Boyacá Chicó FC (A) / América de Cali (C)
- Ecuador: Deportivo Quito
- Paraguay: Club Libertad (A) (C)
- Peru: U. San Martín
- Uruguay: Defensor Sporting
- Venezuela: Deportivo Táchira FC

(A = Apertura, C= Clausura)

### OFC-országok
- Amerikai Szamoa: Pago Youth

## Nemzetközi tornák
- Afrikai Nemzetek Kupája Ghánában (január 20 – február 10)
  1.  Egyiptom
  2.  Kamerun
  3.  Ghána
  4.  Elefántcsontpart
- Kelet-ázsiai labdarúgó-bajnokság Kínában (február 17. – február 23.)
  1.  Dél-Korea
  2.  Japán
  3.  Kína
  4.  Észak-Korea
- Női kelet-ázsiai labdarúgó-bajnokság Kínában (február 18. – február 24.)
  1.  Japán
  2.  Észak-Korea
  3.  Kína
  4.  Dél-Korea
- Algarve-kupa Portugáliában (március 5. – március 12.)
  1.  Egyesült Államok
  2.  Dánia
  3.  Norvégia
  4.  Németország
- U17-es Eb Törökországban (május 4. – május 16.)
  1.  Spanyolország
  2.  Franciaország
  3.  Törökország és  Hollandia
- Európa-bajnokság Ausztriában és Svájcban (június 7. – június 29.)
  1.  Spanyolország
  2.  Németország
  3.  Törökország és  Oroszország
- Női labdarúgótorna az olimpián, in Kínában (augusztus 6. – augusztus 21.)
  1.  Egyesült Államok
  2.  Brazília
  3.  Németország
- Férfi labdarúgótorna az olimpián Kínában (augusztus 7. – augusztus 23.)
  1.  Argentína
  2.  Niger
  3.  Brazília

## Halálozások

### Január
- január 4. – Bjørn Odmar Andersen (64), norvég labdarúgó
- január 4. – Vjacseszlav Ambarcumjan (67), orosz labdarúgó
- január 5. – Louis Hon (83), francia labdarúgó
- január 9. – Paul Aimson (64), angol labdarúgó
- január 11. – Frank Loughran (77), ausztrál labdarúgó
- január 12. – Leszek Jezierski (78), lengyel labdarúgó, edző
- január 14. – Johnny Steele (91), angol labdarúgó, edző
- január 18. – Wally Fielding (88), angol labdarúgó
- január 21. – Billy Elliott (82), angol labdarúgó

### Február
- február 1. – Władysław Kawula (70), lengyel labdarúgó
- február 2. – Yiu Cheuk Yin (80), Hong Kongi labdarúgó
- február 9. – Guy Tchingoma (22), gaboni labdarúgó
- február 10. – Ove Jørstad (37), norvég labdarúgó
- február 12. – Jean Prouff (88), francia labdarúgó, edző
- február 12. – Thomas Grosser (42), német labdarúgó
- február 14. – Len Boyd (84), angol labdarúgó
- február 15. – Inge Thun (62), norvég labdarúgó
- február 17. – Brian Harris (72), angol labdarúgó, edző
- február 21. – Emmanuel Sanon (56), haiti labdarúgó

### Március
- március 2. – Carl Hoddle (40), angol labdarúgó
- március 5. – Derek Dooley (78), francia labdarúgó, edző
- március 25. – Thierry Gilardi (49), francia szakkommentátor

### Április
- április 3. – Hrvoje Ćustić (24), horvát labdarúgó
- április 5. – Wang Donglei (23), kínai labdarúgó
- április 18. – Erminio Favalli (64), olasz labdarúgó
- április 19. – Constant Vanden Stock (93), belga labdarúgó, edző, stadion-névadó

### Május
- május 8. – François Sterchele (26), belga labdarúgó
- május 15. – Tommy Burns (51), skót labdarúgó, edző
- május 23. – Heinrich Kwiatkowski (81), német labdarúgó

### Június
- június 6. – Victor Wégria (71), belga labdarúgó
- június 11. – Adam Ledwoń (34), lengyel labdarúgó
- június 22. – Ron Stitfall (82), walesi labdarúgó

### Július
- július 13. – Rudolf Nafziger (62), német labdarúgó
- július 15. – Gionata Mingozzi (23), olasz labdarúgó
- július 18. – George Niven (79), skót labdarúgó

### Augusztus
- augusztus 3. – Anton Allemann (72), svájci labdarúgó

### Szeptember
- szeptember 4. – Tommy Johnston (81), skót labdarúgó
- szeptember 25. – Jimmy Sirrel (86), skót labdarúgó, edző

### Október
- október 21. – George Edwards (87), walesi labdarúgó
- október 25. – Ian McColl (81), skót labdarúgó, edző

### November
- november 1. – Dermot Curtis (76), ír labdarúgó, edző
- november 17. – Peter Aldis (81), angol labdarúgó
- november 27. – Gil Heron (87), jamaicai labdarúgó

### December
- december 8. – John Cumming (78), skót labdarúgó
- december 9. – Dražan Jerković (72), horvát labdarúgó, edző
- december 9. – Ibrahim Dossey (36), ghánai labdarúgó
- december 12. – Makszim Pasajev (20), ukrán labdarúgó